# Josef Kraker
Josef Kraker (* 13. Mai 1875 in Altlag bei Gottschee, Österreich-Ungarn; † 1949 in Bled, Jugoslawien) war ein katholischer Priester. Von Bedeutung war sein Widerstand gegen die Aussiedlung der deutschsprachigen Volksgruppe der Gottscheer aus Jugoslawien durch die Nationalsozialisten.

## Leben
Josef Kraker wurde am 13. Mai 1875 in Altlag im Gottscheer Land geboren. Später war er langjähriger katholischer Pfarrer in der Gemeinde Rieg.
Nach dem Balkanfeldzug im April 1941 wurde die Gottschee von der italienischen Armee besetzt und Teil der italienischen Provinz Laibach. Die Nationalsozialisten siedelten die Gottscheer aus ihrer Heimat in die Untersteiermark um, die von der Wehrmacht besetzt war. Der Laibacher Diözesanbischof entband die Priester des Treuschwurs. Kraker nahm jedoch gemeinsam mit anderen Gottscheer Geistlichen (Josef Eppich, Ferdinand Erker, Josef Erker, August Schauer, Josef Gliebe, Josef Kreiner und Alois Perz) öffentlich Stellung gegen die geplante Umsiedlung.
Gemeinsam mit seinem Priesterkollegen Josef Gliebe und einigen anderen Gottscheern sammelte Josef Kraker Ende September und Anfang Oktober 1941 in Rieg, Göttenitz und Masern Unterschriften gegen die Umsiedlung, die anschließend dem deutschen Konsul in Laibach überreicht wurden. Die nationalsozialistische Leitung der Gottscheer unter Wilhelm Lampeter, Richard Lackner, Herbert Erker und Ludwig Kren reagierte unter anderem mit der Drohung, die Italiener würden die daheim bleibenden Gottscheer nach Süditalien oder Abessinien umsiedeln. Hiermit wird der Misserfolg der Kampagne zum Dableiben erklärt. Von über 10000 Gottscheern blieben nur wenige hundert in der Gottschee zurück, doch waren es von den acht gottscheerischen Geistlichen vier – neben Kraker seine Kollegen Schauer, Eppich und Gliebe. Schauer und Eppich starben bereits 1941 bzw. 1942.
Josef Kraker blieb zunächst mit einigen slowenischen Familien in Rieg zurück, wo ihn Domobranzen aus Dolenja vas/Niederdorf zum Aufbau einer Dorfwache (MVAC) überreden wollten. Er wehrte sich dagegen und verließ Rieg im September 1942, nachdem er mehrmals bedroht worden war und sich seines Lebens nicht mehr sicher fühlte. Im Mai 1943 wurde er Pfarrer in Bled/Veldes, wo zuvor Pfarrer Jakob Černe wegen kritischer Äußerungen verhaftet worden war. Er wurde in der Gemeinde nicht mit Wohlwollen aufgenommen, da die Gläubigen zunächst ihn für die Verhaftung Černes verantwortlich machten. Im CdZ-Gebiet Kärnten und Krain hatte die deutsche Besatzungsmacht die Verwendung der slowenischen Sprache auch in der Kirche verboten, jedoch wagte es Kraker anders als sein Vorgänger, die Lesungen in beiden Sprachen zu halten. Ebenso lehrte er die Kinder in slowenischer Sprache. Am 26. Mai 1945 kam Kaplan Šoukal nach Bled, und Kraker übernahm die Gemeinde Blejska Dobrava. Hier blieb er bis zu seinem Tode im Jahre 1949.
Josef Kraker betrieb ähnlich wie sein Kollege Gliebe an seinen Wirkungsorten eine Bienenzucht. Er verfügte über eine besondere Rasse mit langen Rüsseln, doch wollte er seine Bienen nicht verkaufen. Eines Winters gingen sie ein, als er sie nicht mehr versorgen konnte.